# Gävle Vagnverkstad
AB Gävle Vagnverkstad, också AGEVE AB, även AGV var ett svenskt verkstadsföretag i Gävle.
Gävle Vagnverkstad har sitt ursprung i AB Trafikförbundets Verkstäder, vilket bildades 1919 av Uppsala-Gävle Järnväg och Ostkustbanan för att utföra större reparationer och tillverka rullande material. Verkstadslokalerna uppfördes 1923-25 öster om Uppsala-Gävle Järnvägs järnvägsstallar på Sörby Urfjäll i Gävle, nuvarande Sveriges järnvägsmuseum. AB Trafikförbundets Verkstäder blev efter förstatligandet 1933 av Uppsala-Gävle Järnväg och Ostkustbanan ett dotterbolag till Statens Järnvägar under namnet AB Gävle Vagnverkstad.
Företaget tillverkade framför allt godsvagnar, men byggde även mindre växellok, till exempel lokomotorer av  typ Z68 1985-92. Under åren 1977-88 levererade AGEVE delar till drygt 600 godsvagnar till Zambia Railways för sluttillverkning vid dess centralverkstad i Kabwe, tillsammans med tekniskt bistånd.
Statens Järnvägar sålde 1986 företaget till ABB Traction AB, vilken drev verksamheten till 1992, varefter den lades ned. Fastigheten ägs idag av Jernhusen, och industrilokalerna används av bland andra Bombardier Transportation, SweMaint (Kockums Industrier) som underhållsverkstäder av lokomotiv och annat rullande material.